# Estat de Salzburg
L'estat de Salzburg és un dels nou estats federats (Bundesländer) d'Àustria. La seva capital és Salzburg. Difereix de la resta dels länder a causa de la seva història com a principat independent dins del Sacre Imperi Romanogermànic fins al 1806. El seu riu principal és el Salzach, que desemboca al riu Inn. L'estat limita amb Alta Àustria, Estíria, Caríntia, Tirol, Baviera (Alemanya) i Tirol del Sud (Itàlia).
Té una extensió de 7.152 m².

## Districtes
- Salzburg-Stadt (Salzburg)
- Salzburg-Umgebung (Flachgau, també Salzburg Land)
- Hallein (Tennengau)
- St. Johann im Pongau (Pongau)
- Zell am See (Pinzgau)
- Tamsweg (Lungau)

## Ciutats oficials
- Salzburg (150.269)
- Hallein (18.399)
- Saalfelden (15.093)
- Sankt Johann im Pongau (10.259)
- Bischofshofen (10.087)
- Zell am See (9.638)
- Seekirchen am Wallersee (9.443)
- Oberndorf bei Salzburg (5.431)
- Neumarkt am Wallersee (5.420)